# 看門狗計時器

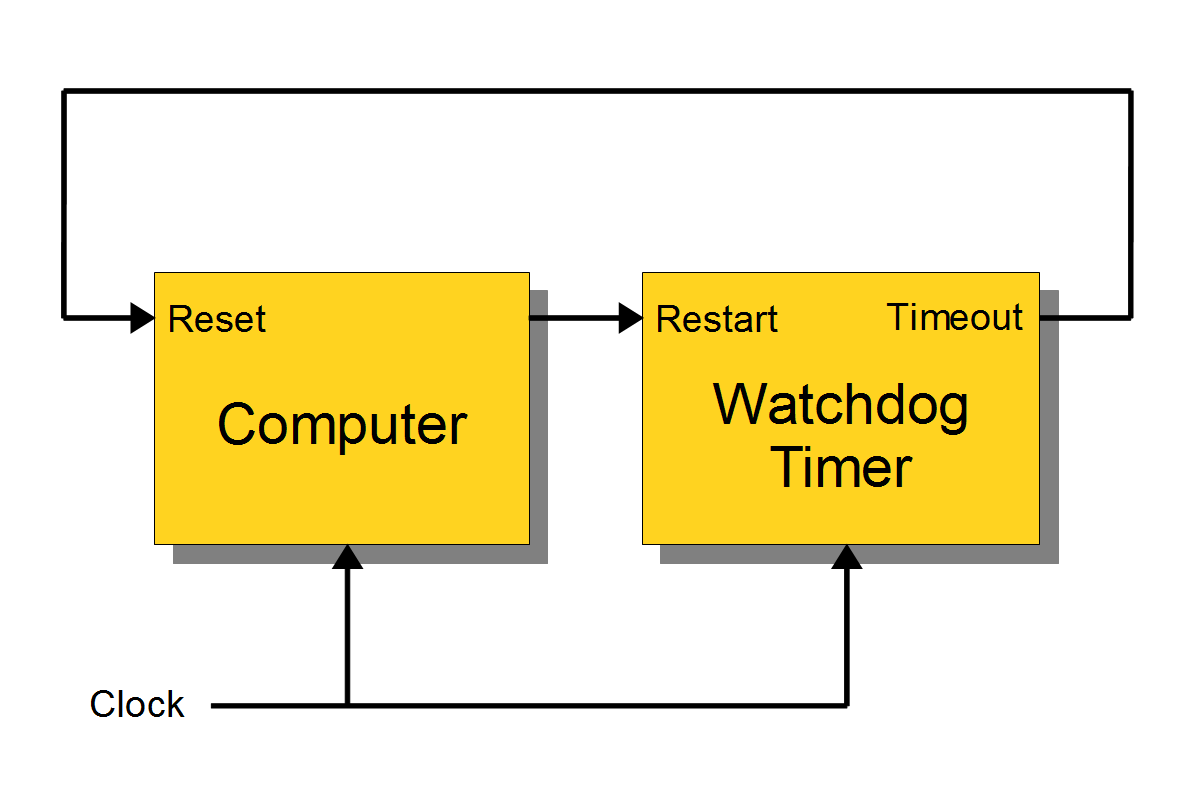
簡易的看門狗計時器方塊圖

看門狗計時器（英語：watchdog timer）是一種電腦硬體的計時裝置，當系統的主程式發生某些錯誤事件時，如假死機或未定時的清除看門狗計時器的內含計時值（多半是向對計時器發送清除信號），這時看門狗計時器就會對系統發出重置、重新開機或關閉的信號，使系統從懸停狀態回復到正常運作狀態。看門狗一旦使用便不能停止。一般情況下計數器在系統休眠時依然計數，但在某些晶片上，處於低功耗模式下的看門狗僅僅保留寄存器數據但不計數。
看門狗計時器的運作方式也可以更複雜些，可嘗試將除錯資訊儲存到永續性的媒體（多半是非揮發性記憶體）中，例如可用來儲存導致故障發生的資訊，以便運用資訊來解析、排除故障問題，在這種用法中還需要另一個較簡單的看門狗計時器，以此來確保原有的看門狗計時器能在確切的時間內完成資訊的儲存工作，倘若未在時間內完成資訊儲存，就會由另一個較簡易的看門狗計時器向系統發出重置、重置開機或關閉的信號。
多數且一般使用的看門狗計時器都置於嵌入式系統內，這種特殊的計時器（即是指：看門狗計時器）多半內建在微控制器中。
看門狗計時器也可能觸發、觸動控制系統，使控制系統轉入安全狀態，例如關閉馬達、關閉高壓電輸出，以及關閉其他具有潛在危險的子系統（Subsystem），直到系統錯誤、故障被解決排除為止。
舉例而言，一個看門狗計時器是由一個 {\displaystyle x} bit（位元）的計數器與一個 {\displaystyle y} MHz（百萬赫茲）的時脈信號所構成。如此，計時器若在{\displaystyle {\frac {2^{x}}{y\cdot 10^{6}}}}秒內沒有被清除，看門狗計時器就會對系統發出重置、重新開機或關閉信號。

## 外部連結
- One design for a hardware watchdog 硬體式看門狗計時器的一種設計法 （页面存档备份，存于） (PDF)